# Grotea eburnea
Grotea eburnea là một loài tò vò trong họ Ichneumonidae.